# Jun'ichi Miyashita (sceneggiatore)
Jun'ichi Miyashita (宮下 隼一?, Miyashita Jun'ichi; 12 agosto 1956) è uno sceneggiatore giapponese. Deve la sua fama al fatto di aver curato i testi della famosissima serie anime Detective Conan.

## Serie curate
- Bakumatsu Kikansetsu Irohanihoheto: come sceneggiatore.
- Detective Conan: come sceneggiatore.
- Mankatsu: come sceneggiatore.
- Project ARMS: come supervisore.
- Karakuri no Kimi: come sceneggiatore.